# Монтвилл, Юзеф
Ю́зеф Мо́нтвилл (пол. Józef Montwiłł, лит. Juozapas Montvila, в русских документах Иосиф Станиславович Монтвилл, 18 марта 1850, имение Митенишки неподалёку от Шеты— 20 февраля 1911, Вильна) — известный виленский банкир и предприниматель; общественный деятель, филантроп и меценат.

## Биография
Окончил Санкт-Петербургский университет (1872). Заработал немалый капитал коммерческой деятельностью и работой директором Земельного банка в Вильне. Учредил свыше двадцати различного рода общественных организаций и культурных объединений, которым оказывал финансовую и иную поддержку. Часть их обосновалась в отреставрированном на его средства францисканском монастыре в Вильне на Трокской улице (ныне улица Траку). Оказывал поддержку детским приютам, богадельням, больницам.
В 1893 году в доме Юзефа Монтвилла были открыты бесплатные классы технического рисования и черчения. Некоторое время руководил ими художник И. П. Трутнев. В 1904 году на их основе образованы курсы рисования, получившие название рисовальных классов Юзефа Монтвилла. С 1897 года в этих классах преподавал художник Юзеф Балзукевич; в 1904—1905 годах здесь учился литовский скульптор Юозас Зикарас.
В 1896—1898 годах инициировал строительство пяти так называемых «колоний Монтвилла» (т. е. домовых товариществ) в различных районах города; три из них построены по проектам Августа Клейна.
Когда к столетию со дня рождения Адама Мицкевича возникла инициатива установить памятник поэту в Вильне, то пристенный памятник в костёле Святых Иоаннов (ввиду того, что установить памятник в открытом пространстве власти не разрешили) по проекту Тадеуша Стрыенского был исполнен на средства Юзефа Монтвилла (1898).

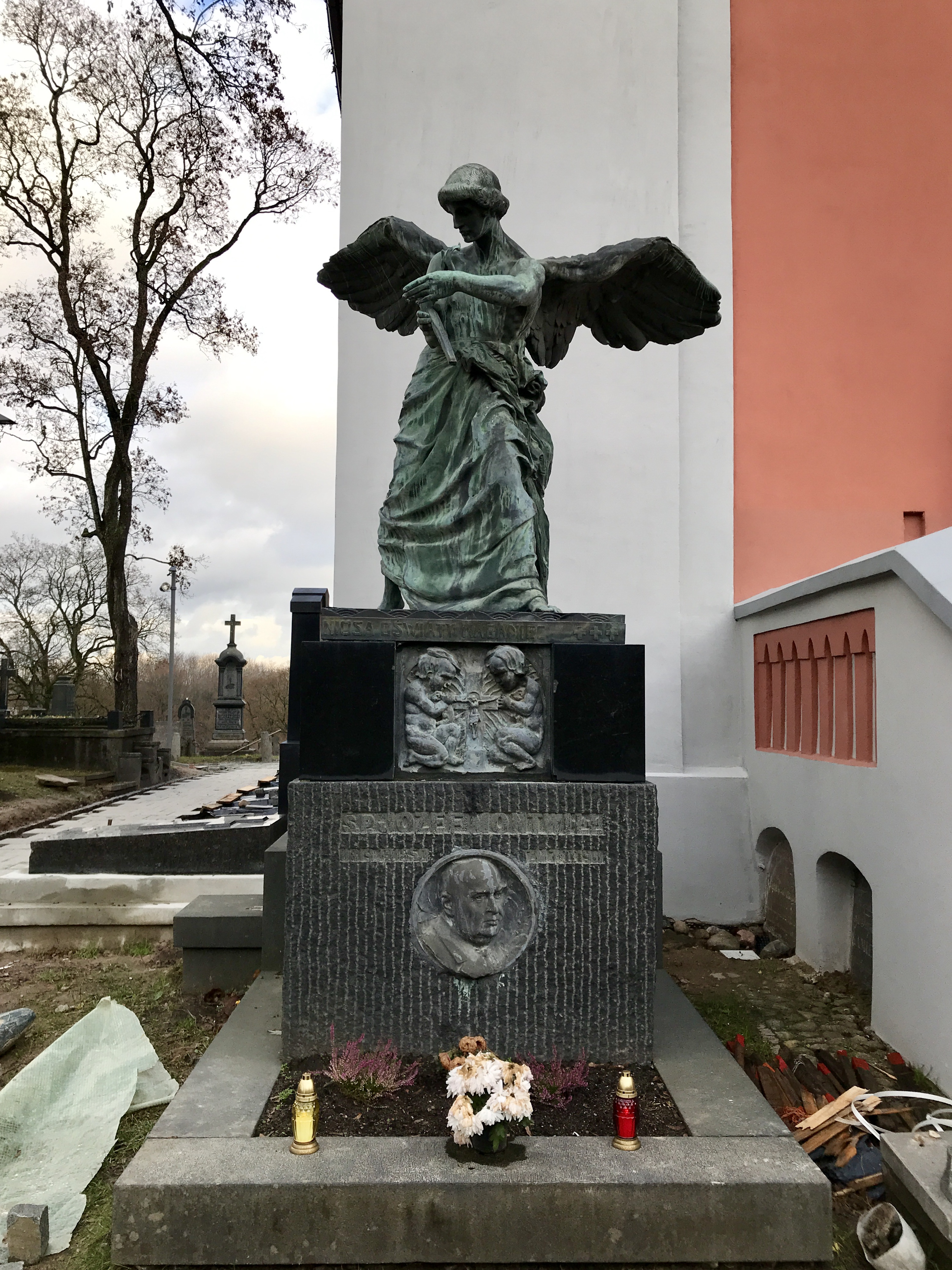
Памятник на могиле Юзефа Монтвилла

Основатель польского общества любителей искусства «Лютня» (1905) и театра «Лютня», для которого в 1910 году выстроил здание на Георгиевском проспекте в Вильне (в 1974-1984 в этом здании на проспекте Ленина действовал Драматический театр Литовской ССР; ныне на этом месте отчасти другое после перестроек и реконструкций здание, в котором располагался Академический театр драмы Литвы, в настоящее время Национальный драматический театр Литвы на проспекте Гядимино, Gedimino pr. 4).
Был депутатом III Государственной думы Российской империи. Стал в ней главой группы Западных окраин.
Один из основателей польского Общества друзей науки в Вильне (1907). На его средства выстроен Городской зал в Паневежисе (1913). Был одним из дольщиков при постройке здания Польского театра в Вильне на Погулянке. После Второй мировой войны в этом здании на ул. Басанавичюса размещался Театр оперы и балета, а ныне — Вильнюсский старый театр.
Похоронен на кладбище Расу в Вильне. Надгробный памятник установлен в 1914. Скульптура, изображающая ангела с светильником в руках, работы скульптора Зыгмунта Отто (Zygmunt Otto), отлита в Варшаве.

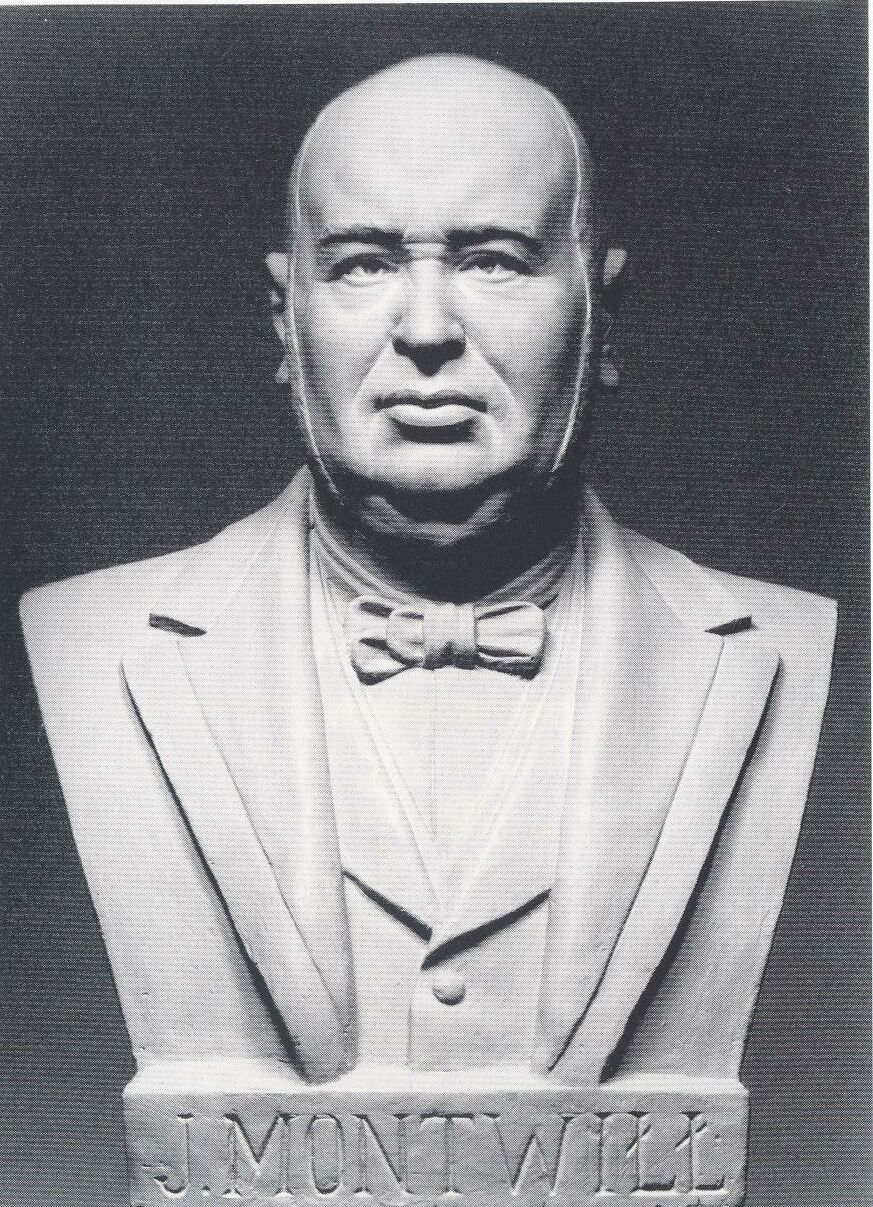
Юзеф Новорыто. Бюст Юзефа Монтвилла (1911)

В 1923 году, по другим сведениям в 1931, 1932
или в 1935 году в сквере францисканского монастыря у францисканского костёла Вознесения Св. Девы Марии при улице Траку в Вильно был открыт памятник Юзефу Монтвиллу (скульптор Болеслав Балзукевич, 1911), сохранившийся по сей день. Имя Монтвилла носит Фонд польской культуры (пол. Fundacja Kultury Polskiej na Litwie im. Józefa Montwiłła), действующий в Вильнюсе.